# 林廷奎
林廷奎，字志宸，號瑞堂，福建福州府福清县人。明朝政治人物、進士出身。

## 生平
嘉靖戊午（1558年）十一月十一日（官年）生。萬曆十三年（1585年）乙酉科福建鄉試舉人，十七年（1589年）己丑科三甲一百七十三名進士，大理寺觀政，十八年二月授浙江會稽縣知縣，丁憂，二十四年降補廣東鹽課副提舉，二十七年升東安縣知縣，朴质无华，不随流俗，三十二年升紹興府同知，三十五名考察去職。

## 家族
曾祖林至。祖父林㟸，寿官。父林一清，字子时，嘉靖辛卯舉人，都昌知縣、廣東布政司都事。